# Cleora boetschi
Cleora boetschi är en fjärilsart som beskrevs av Claude Herbulot 1961. Cleora boetschi ingår i släktet Cleora och familjen mätare. Inga underarter finns listade i Catalogue of Life.